# جغرافية بلاد ما بين النهرين

خريطة توضح مدى امتداد بلاد ما بين النهرين

جغرافية بلاد ما بين النهرين، تركز على علم الأعراق والتاريخ، حول النهرين العظيمين، دجلة والفرات. في حين إن الجزء الجنوبي مسطح ومستنقعي، فإن اقتراب النهرين من بعضهما البعض، في مكان تغوص فيه هضبة متموجة في الشمال فجأة في الطمي البابلي، يميل إلى فصلهما بشكل أكثر اكتمالاً. في أقدم العصور المسجلة، الجزء الشمالي ضمن بلاد ما بين النهرين؛ تميز باسم آشور بعد صعود النظام الملكي الآشوري. باستثناء آشور، العاصمة الأصلية لآشور، المدن الرئيسية في البلاد، نينوى وكلخ وأربيل، كلها على الضفة الشرقية لنهر دجلة. والسبب في ذلك هو وفرة إمدادات المياه، في حين إن السهل الكبير على الجانب الغربي كان يعتمد على الجداول التي تتدفق إلى نهر الفرات.

## تعريف بلاد ما بين النهرين
بلاد ما بين النهرين تعني"(الأرض)بين نهرين"في اللغة اليونانية القديمة، في إشارة إلى الأرض الواقعة بين نهري دجلة والفرات، ويمكن تعريف المنطقة على نطاق واسع لتشمل المنطقة التي تشكل الآن معظم العراق وشرق سوريا وجنوب شرق تركيا.يرجع أقدم ظهور معروف لأسم بلاد ما بين النهرين إلى القرن الرابع قبل الميلاد، عندما أستخدم للإشارة إلى الأرض الواقعة شرق نهر الفرات في شمال سوريا.وفي العصر الحديث طُبق بشكل عام على جميع الأراضي الواقعة بين الفرات ودجلة .[بحاجة لمصدر]</link> وبالتالي دمج ليس فقط أجزاء من سوريا ولكن أيضًا كل العراق وجنوب شرق تركيا وأجزاء من جنوب غرب إيران.غالبًا ما يتم تضمين السهوب المجاورة إلى الغرب من نهر الفرات والجزء الغربي من جبال زاغروس ضمن المصطلح الأوسع بلاد ما بين النهرين.عادة ما يتم إجراء تمييز إضافي بين بلاد ما بين النهرين العليا أو الشمالية وبلاد ما بين النهرين السفلى أو الجنوبية.بلاد ما بين النهرين العليا، والمعروفة أيضًا باسم الجزيرة، المنطقة الواقعة بين نهري الفرات ودجلة من منابعهما حتى بغداد.بلاد ما بين النهرين السفلى هي المنطقة الممتدة من بغداد إلى الخليج العربي.في الأستخدام العلمي الحديث، غالباً ما يحمل مصطلح بلاد ما بين النهرين دلالة زمنية أيضاً. في التأريخ الغربي الحديث للمنطقة، يستخدم مصطلح"بلاد ما بين النهرين"للإشارة إلى المنطقة منذ بداية الزمن، حتى الفتح الإسلامي في ثلاثينيات القرن السابع، مع أستخدام الأسماء العربية العراق والجزيرة لوصف المنطقة بعد ذلك الحدث المباشر.

## بلاد ما بين النهرين العليا

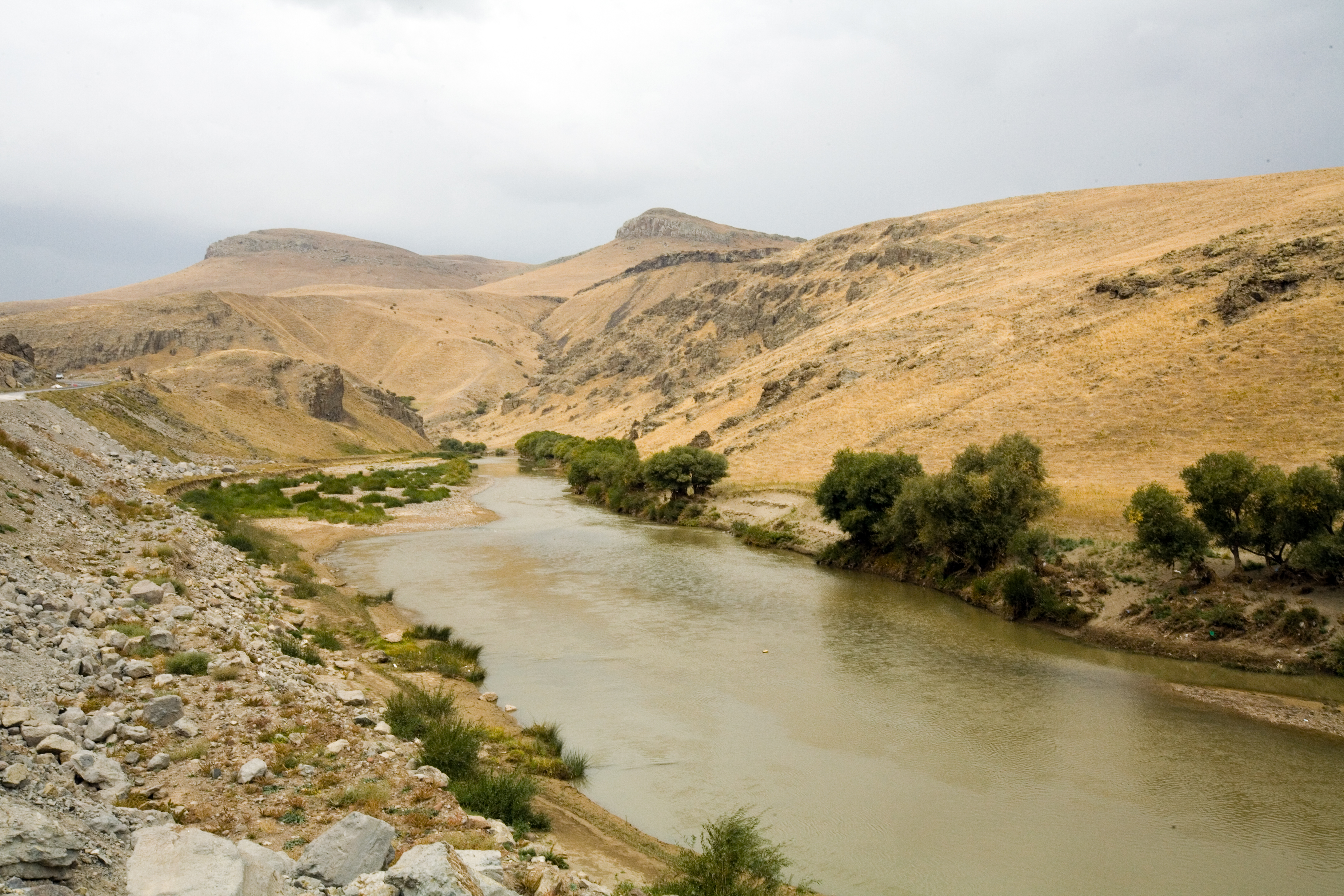
منظر لنهر مراد ، أحد روافد نهر الفرات ، في جنوب شرق تركيا

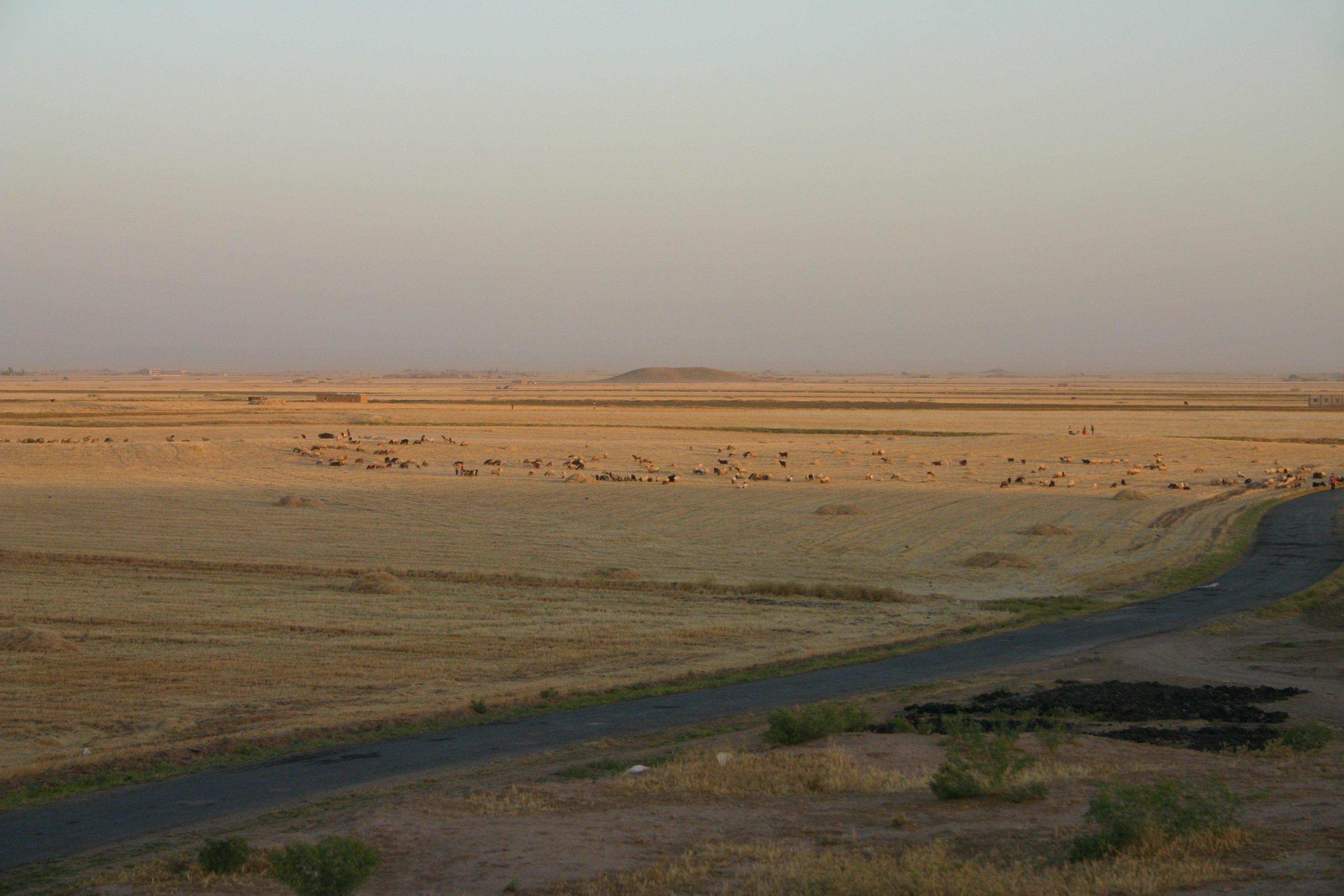
منظر نموذجي للأراضي الزراعية في المنطقة الواقعة شمال الحسكة ، مع ظهور تل قديم في الأفق

تبلغ مساحة هذه السهوب الواسعة حوالي250 ميل (400 كـم) في الطول، يتخللها فقط سلسلة من الحجر الجيري واحدة ترتفع فجأة من السهل، وتتفرع من جبال زاغروس تحت أسماء سرازور، وهينرين، وسنجار. تظهر البقايا العديدة من المساكن القديمة مدى كثافة السكان في هذه المنطقة المستوية في يوم من الأيام، على الرغم إنها أصبحت الآن عبارة عن برية في الغالب. إلى الشمال من الهضبة يرتفع حزام من البلاد غني بالمياه ومتموج، تمتد إليه سلاسل منخفضة من التلال الجيرية، قاحلة في بعض الأحيان، ومغطاة بأشجار البلوط القزم في بعض الأحيان، وغالبًا ما تحاصر بين جنبيها الشمالي والشمالي الشرقي وخط الجبل الرئيسي الذي تنفصل عنه، سهولًا غنية ووديانًا خصبة. وخلفهم ترتفع التلال الضخمة لسلاسل جبال الفرات وزاغروس، حيث ينبع نهرا دجلة والفرات، وتقطع آشور عن أرمينيا وكردستان. أسم آشور نفسه مشتق من أسم مدينة آشور أو آشور، التي تعرف الآن بقلعة شرقات(قلعة شرقات)، على الضفة اليمنى لنهر دجلة، في منتصف الطريق بين الزاب الكبير والزاب الصغير. ظلت العاصمة لفترة طويلة بعد أن أصبح الآشوريون القوة المهيمنة في غرب آسيا، ولكن أستبدلت في النهاية بكالح(نمرود)، ونينوى(نبي يونس وكويونجيك)، ودور شروكين(خورس آباد)، على بعد حوالي 60 ميل (97 كـم) إلى الشمال.

## بلاد ما بين النهرين السفلى
على النقيض من هضبة بلاد ما بين النهرين القاحلة، أمتدت السهول الرسوبية الغنية في بلاد الكلدانيين، وتشكلت من رواسب النهرين العظيمين اللذين كانا يحيطان بها. والتربة خصبة للغاية، تعج بالسكان المجتهدين. أرتفعت جبال عيلام شرقًا، وجنوبًا كانت المستنقعات البحرية والكلدانيون وغيرهم من الآراميين، توغلت حضارة بابل في الغرب إلى ما وراء ضفاف نهر الفرات، على أراضي الشعوب البدوية القديمة الناطقة بالسامية(أو سوتي). هنا تقف أور (المغير، أو بالأحرى المقيّر)أقدم عاصمة للبلاد؛وبابل، مع ضاحيتها، بورسيبا(بيرس نمرود)، وكذلك السيباريين(السفروايم في الكتاب المقدس، والآن أبو حبا)، أحتلت كل من الجانبين العربي والكلداني للنهر. كان نهر أراختو، أو"نهر بابل"، يتدفق عبر الجانب الجنوبي للمدينة، وإلى الجنوب الغربي منه على الضفة العربية يقع بحر النجف العذب الداخلي الكبير، تحيط به منحدرات من الحجر الرملي الأحمر بأرتفاع كبير، على بعد 40 ميل (64 كـم)طولاً و35 كم عرضًا في أوسع جزء. فوق هذا البحر وتحته، من بورسيبا إلى الكوفة، تمتد المستنقعات الكلدانية الشهيرة، حيث كاد الإسكندر الأكبر أن يفقد نفسه(آريان، Eup. Al. vii. 22؛ سترابو xvi. I، § 12)؛ هذه المستنقعات تعتمد على حالة قناة الهندية، التي تختفي تمامًا عند إغلاقها.
إلى الشرق من نهر الفرات وإلى الجنوب من سيبارا، كانت كوثى وبابل تقع كيش(أولتايمير، 9 ميل (14 كـم)شرق الحلة، نيبور(نيفر) حيث يوجد الحرم العظيم لإيل لو، وبل أوروك أو أوروك ( الوركاء العربية)ولارسا( سنكرا العربية) مع معبدها لإله الشمس، بينما شرق شط الحي، ربما قناة دجلة القديمة، كانت لجش(تيلو)، والتي لعبت دورًا مهمًا في تاريخ بابل المبكر.
الميناء البحري البدائي للبلاد، أريدو، مقر عبادة إيا إله الثقافة، يقع إلى الجنوب قليلاً من أور على الجانب الغربي من نهر الفرات. تبلغ المسافة الآن حوالي130 ميل (210 كـم)من البحر؛ تبعد حوالي 46 وتشكلت بوصات من الأرض نتيجة لتراكم الطمي على الشاطئ منذ تأسيس سباسينوس كاراكس(مو\زمراه)في عهد الإسكندر الأكبر، أو ما يقرب من115 قدم (35 م)من الأرض. ربما كانت المدينة موجودة منذ 6000 سنة. المستنقعات في الجنوب، مثل الصحراء المجاورة، يرتادها القبائل الآرامية؛ ومن بين هؤلاء، كان الكلدانيون الأكثر شهرة، الذين جعلوا أنفسهم، في عهد مردوخ أبلا إيدينا الثاني، سادة بابل وأعطوا أسمهم في الأيام اللآحقة لكل سكان البلاد. كان النهر المشترك لنهري دجلة والفرات أثناء تدفقه عبر المستنقعات معروفًا لدى البابليين بأسم"نهر الملح"(قارن سفر إرميا 1: 21)، وهو أسم أطلق في الأصل على الخليج العربي.
تسمى السهول الرسوبية في بابل إيدن، على الرغم من إن الأسم مقتصراً بشكل صحيح على"السهل"على الضفة الغربية للنهر حيث البدو يرعون قطعان أسيادهم البابليين. أعطى هذا "البنك" أو الكيساد، إلى جانب الضفة الغربية المقابلة له من نهر دجلة (بحسب فريتز هومل، شط العوي الحديث)، أسمه لأرض تشيسيد، ومن هنا جاءت كلمة كسديم أو كاسدين في الكتاب المقدس العبري. في النقوش المبكرة للجش، كانت المنطقة بأكملها تُعرف باسم غو-إيدينا ، وهو المعادل السومري للأسم السامي كيساد إديني. تُعرف المنطقة الساحلية بأسم"غو-غوبا"(الأكادية كيساد تامتيم) "ضفة البحر".
الأسم الأكثر شمولاً لجنوب بلاد ما بين النهرين هو كينجي، "الأرض"، أو كينجي سومر،"أرض سومر". من المفترض إن سومر هي أصل شنعار التوراتية وسنخار رسائل تل العمارنة. في مواجهة كينجي وسومر كانت هناك أورا (أون) وأكاد أو بابل الشمالية. ربما كان المعنى الأصلي لكلمة"أورا"هو "التربة الطينية"، لكنها أصبحت تعني"البلاد العليا"أو"المرتفعات"، تعني كلمة" كينجي""الأراضي المنخفضة". في العصور السامية، كلمة "أورا" تُنطق "أون" وتُخلط مع كلمة" أورو"التي تعني"مدينة"كمصطلح جغرافي، ومع ذلك، فقد أستبدلت بكلمة"أكادو"، وهي الشكل السامي لكلمة"أجاد" - والتي كتبت"أكاتيم" في النقوش العيلامية - وهو أسم سرجون عاصمة أكاد . صعود إمبراطورية سرجون هو السبب المحتمل لهذا التوسع في أسم أكاد؛ ومن الآن فصاعدًا في اللقب الإمبراطوري،"سومر وأكاد" يشير إلى كامل بابل. بعد الغزو الكيشي للبلاد، أصبح شمال بابل يُعرف باسم كار-دنياش،"سور الإله دنياسك"، نسبة إلى سلسلة من الحصون المشابهة لتلك التي بناها نبوخذ نصر الثاني بين سيبار وأوبيس، للدفاع عن مملكته من الهجمات من الشمال. وبما أن الأخير كان"جدار سميراميس" الذي ذكره سترابو(11: 14: 8)، فقد يكون كار دنياش يمثل الجدار المتوسط الذي ذكره زينوفون(عناب 2: 4: 12)، والذي وجد الأب تشيسني آثاره الممتدة من الفلوجة إلى جيبار.

## الري الدائم
نشأ هذا العدد الكبير من السكان نتيجة للري المعقد للسهل البابلي، الذي أستصلحه في الأصل من مستنقع ضار وغير صالح للسكن، وجعله البلد الأكثر خصوبة في العالم. ويبدو إن علم الري والهندسة قد تطور لأول مرة في بابل، المغطاة بشبكة من القنوات، والتي خططت ونُظمت بمهارة."وحمل رؤساء الثلاثة منهم مياه الفرات إلى دجلة فوق بابل: قناة زابزلات(أو نهر صرصار)تجري من الفلوجة إلى قطسيفون، وقناة كوثى من سيبارا إلى مدام، مروراً بتل إبراهيم أو كوثى في الطريق، وقناة الملك أو آر مالشا بين الأثنين الآخرين." الأخير، ربما يدين بأسمه إلى حمورابي، كان يجري من الفرات بأتجاه أوبي أو أوبيس، ما أظهره هـ. وينكلر( البحوث الشرقية البديلة، الجزء الثاني، ص 111-112). (حوالي 509 م)كانت قريبة من سلوقية على الجانب الغربي من نهر دجلة. بدأت البالاكوباس، التي تسمى بالوكاتو في النصوص البابلية الحديثة، من بالوكاتو أو الفلوجة، وأمتدت موازية للضفة الغربية لنهر الفرات حتى إداراتو أو تيريدون، (?) وسقت مساحة هائلة من الأرض وزودت بحيرة كبيرة بالقرب من بورسيبا. ربما كان ب. مايسنر على حق في تحديده بـ "قناة إله الشمس"في النصوص المبكرة.
بفضل نظام الري، أصبح زراعة التربة متقدمة للغاية في بابل. وفقًا لهيرودوتوس(1.193)، كان القمح يعود عادةً إلى الزارع مائتي ضعف، وفي بعض الأحيان ثلاثمائة ضعف. يذكر بليني الأكبر( HN xviii. 11 )أنها قطعت مرتين، وبعد ذلك أصبحت أرضًا جيدة للرعي للأغنام، ولاحظ بيروسوس أن القمح والسمسم والشعير والتين والنخيل والتفاح والعديد من أنواع الفاكهة المقشرة تنمو بريًا، كما ينمو القمح حتى الآن في جوار عنة. أحتفلت قصيدة فارسية بأستخدامات النخيل الـ 360(سترابو xvi. I. 14)، ويقول أميانوس مارسيلينوس(xxiv. 3) أنه من النقطة التي وصل إليها جيش جوليان إلى شواطئ الخليج العربي هناك غابة متصلة من الخضرة.

### القنوات القديمة
موقع أغلب المدن الكبرى مثل كيش وأوروك ولجش وغيرها، معروف على وجه اليقين. في حين إن موقع المستوطنات الصغيرة، الواقعة على طول شبكة من القنوات، الأكثر صعوبة في إعادة الإعمار. أحد المصادر المهمة لأسماء المواقع الجغرافية في بلاد ما بين النهرين هو الموسوعة البابلية العظيمة"أورا هوبولو"وتعليقاتها. تحتوي النصوص على قوائم بأسماء الأماكن، لكن بحاجة إلى أدلة ظرفية لربطها بموقعها الجغرافي. الفئة الأكثر فائدة من النصوص لهذا الغرض هي مسارات السفر، تسرد المستوطنات حسب الترتيب الذي مر بها المسافر.
ومن بين القنوات المهمة في سومر:
- قناة الزوبي ( إيزوبي ، بالأكدية إيزوبيتم )، وهي اختصار لنهر دجلة بين موقعي سامراء وبغداد الحديثتين. تشمل المستوطنات الواقعة على طول هذه القناة مدينتي هيباريتوم وبوش.
- قناة إيرنينا ، التي انضمت إلى قناة زوبي فوق بوش. تشمل المستوطنات الواقعة على طول هذه القناة هيريتوم، وهورسيتوم، وسارو لابا، ونامزيوم.
- كانت قناة جبل تجري من نهر دجلة باتجاه الجنوب الغربي إلى نقطة جنوب مدينة كيش الحدودية، مروراً بفرع يتجه شمالاً إلى تلك المدينة. واصل نهر جيبيل طريقه إلى أبيسالا حيث تقاطع مع قناة نيناجينا التي تتدفق باتجاه الجنوب الشرقي من زابالام. ومن أبيشالا، اتجه نهر جيبيل إلى أوما، حيث انضم إلى قناة إيتورونجال.
- كانت قناة إيسينيتوم تغادر الضفة اليمنى لنهر الفرات فوق نيبور لتمر عبر مدينة إيسين، ومن ثم تنضم إلى نهر الفرات في كيسورا.
- غادرت قناة إيتورونجال نهر الفرات أسفل نيبور، مروراً بأدب، ودبرم، وزبالام، وأوما، وناغسو، وباد تيبيرا، ولارسا، وبين أوروك وإينيغي قبل أن تنضم إلى نهر الفرات.
- تنطلق قناة ناناغوجال من الضفة اليسرى لقناة إيتورونجال أسفل نهر باد تيبيرا. لقد كانت تمثل الحدود الشرقية لأور والحدود الغربية لجش.
- تمتد قناة نيناجينا من إيتورونجال إلى زابالام باتجاه الجنوب الشرقي مروراً بجيرسو، ولاجاش، ونينا. يتقاطع مع قناة جيبيل في أبيسيلا.
- كانت قناة سوسوكا تمتد من أور إلى أريدو باتجاه الجنوب الشرقي.

## فهرس
- Bahrani، Z. (1998)، "Conjuring Mesopotamia: Imaginative Geography and a World Past"، في Meskell، L. (المحرر)، Archaeology under Fire: Nationalism, Politics and Heritage in the Eastern Mediterranean and Middle East، London: Routledge، ص. 159–174، ISBN:978-0-415-19655-0
- Canard، M. (2011)، "al-ḎJazīra, Ḏjazīrat Aḳūr or Iḳlīm Aḳūr"، في Bearman، P.؛ Bianquis، Th.؛ Bosworth، C.E.؛ van Donzel، E.؛ Heinrichs، W.P. (المحررون)، Encyclopaedia of Islam, Second Edition، Leiden: Brill Online، OCLC:624382576
- Finkelstein، J.J. (1962)، "Mesopotamia"، Journal of Near Eastern Studies، ج. 21، ص. 73–92، DOI:10.1086/371676، JSTOR:543884
- Foster، Benjamin R.؛ Polinger Foster، Karen (2009)، Civilizations of Ancient Iraq، Princeton: Princeton University Press، ISBN:978-0-691-13722-3
- Matthews، Roger (2003)، The Archaeology of Mesopotamia. Theories and Approaches، Approaching the past، Milton Square: Routledge، ISBN:0-415-25317-9
- Miquel، A.؛ Brice، W.C.؛ Sourdel، D.؛ Aubin، J.؛ Holt، P.M.؛ Kelidar، A.؛ Blanc، H.؛ MacKenzie، D.N.؛ Pellat، Ch. (2011)، "ʿIrāḳ"، في Bearman، P.؛ Bianquis، Th.؛ Bosworth، C.E.؛ van Donzel، E.؛ Heinrichs، W.P. (المحررون)، Encyclopaedia of Islam, Second Edition، Leiden: Brill Online، OCLC:624382576
- Wilkinson، Tony J. (2000)، "Regional Approaches to Mesopotamian Archaeology: the Contribution of Archaeological Surveys"، Journal of Archaeological Research، ج. 8، ص. 219–267، DOI:10.1023/A:1009487620969، ISSN:1573-7756

## قراءة إضافية
- دوغلاس فراين، القائمة المبكرة للأسماء الجغرافية (1992).
- بيوتر ستينكلر، حول قراءة وتحديد موقع أسماء المواقع الجغرافية. كي و أ.ح.أ. KI، مجلة دراسات الكتابة المسمارية، المجلد. 32، رقم 1 (يناير 1980)، ص. 23–33.
- وليام دبليو هالو، الطريق إلى إيمار، مجلة الدراسات المسمارية، المجلد. 18، رقم 3 (1964)، ص. 57–88